# Bende van Magliana
De Bende van Magliana (Italiaans: Banda della Magliana) is een voormalige misdaadorganisatie in Italië, vernoemd naar de Romeinse wijk Magliana, waar een deel van de leden woonde.
In de jaren zeventig en tachtig maakte Italië kennis met een nieuwe criminele organisatie, de zogenaamde Banda della Magliana. Deze stond op een bepaald moment op gelijke voet met de Siciliaanse maffia. De bende hield zich vooral bezig met heroïnehandel en werd jaren de hand boven het hoofd gehouden door corrupte Italiaanse politici. De bende van Magliana kende tientallen leden en onderhield banden met de maffia (Camorra, 'ndrangheta en de Cosa nostra), neofascistische terroristen, afdelingen van de Italiaanse geheime dienst en diverse mysterieuze organisaties. Ze handelde in drugs en wapens, voerde liquidaties uit en verwierf grote rijkdom. Ook onderhield de bende contacten op regeringsniveau. Ze werd uiteindelijk genekt door onderlinge strubbelingen, die net iets te vaak in bloedvergieten eindigden.